# Guido De Biase
Guido De Biase (Foggia, ... – ...; fl. XX secolo) è stato un calciatore italiano, di ruolo difensore.

## Carriera
Nella stagione 1922-1923 ha fatto parte della rosa del Foggia che ha vinto il campionato di Seconda Divisione (la seconda serie dell'epoca) ottenendo la promozione in Prima Divisione. Nella stagione 1923-1924 ha vestito ancora la maglia del club pugliese, giocando 10 partite in Prima Divisione, chiuso dai rossoneri al sesto ed ultimo posto in classifica nel girone pugliese, con conseguente retrocessione in Seconda Divisione. De Biase è stato riconfermato in rosa anche per la stagione 1924-1925, chiusa nuovamente con la vittoria del girone pugliese del campionato di Seconda Divisione, cui partecipavano esclusivamente Foggia e Lecce.

## Palmarès

### Club

#### Competizioni nazionali
- Seconda Divisione: 2

Foggia: 1922-1923, 1924-1925